# Chiriquí (Panama)
Chiriquí è un comune (corregimiento) della Repubblica di Panama situato nel distretto di David, provincia di Chiriquí. Si estende su una superficie di 205,1 km² e conta una popolazione di 4.269 abitanti (censimento 2010).